# Eucosma ericetana
Eucosma ericetana is een vlinder uit de familie van de bladrollers (Tortricidae). De wetenschappelijke naam van de soort is voor het eerst geldig gepubliceerd in 1836 door Herrich-Schäffer.